# نابنط أقنف
نابنط أقنف (الاسم العلمي:Nepenthes decurrens) هو نوع غير مؤكد من النباتات يتبع جنس النابنط من الفصيلة النابنطية.